# Brocton (Staffordshire)
Pour les articles homonymes, voir Brocton.
Brocton est un village et une paroisse civile du Staffordshire, en Angleterre.